# Davide Duca
Pas d'image ? Cliquez ici

a Compétitions nationales et continentales officielles uniquement.

Dernière mise à jour le 15 février 2021.
Davide Duca, né le 30 mars 1987 à Marino, est un joueur italien de rugby à XV évoluant au poste de demi d'ouverture.

## Carrière
Davide Duca commence sa carrière professionnelle dans son pays natal avec le Benetton Rugby Trévise en 2007. En 2009, il joue une saison pour Venise Mestre Rugby toujours en Super 10.
En 2010, il rejoint le Femi CZ Rugby Rovigo pour trois saisons en Super 10 et en Challenge européen.
En 2013, il rejoint la France et Soyaux Angoulême XV Charente en Fédérale 2. Il participe aux deux montées successives du club en Fédérale 1 en 2014 et en Pro D2 en 2016 en étant un acteur majeur de la réussite du club. Il perd du temps de jeu en Pro D2.
Il s'engage en 2017 avec le Stade langonnais en Fédérale 1 alors qu'il avait donné son accord au club de l'US Marmande.
Davide Duca a participé à deux stages de préparations avec l'équipe d'Italie pour la Coupe du monde 2007 et la Coupe du monde 2011 mais n'a jamais été retenu,.
En 2018, il s'engage avec le CM Floirac en Fédérale 2.
En 2019, il reste en France mais en Fédérale 3 avec l'Union Barbezieux Jonzac.

## Palmarès
- 2008 : Finaliste du Super 10 avec le Benetton Rugby Trévise.
- 2011 : Finaliste du Super 10 avec le Rugby Rovigo.
- 2014 : Vainqueur du Championnat de France de Fédérale 2 avec Soyaux Angoulême XV Charente